# El Azizia
Al 'Aziziyah (tiếng Ả Rập: العزيزية Al 'Azīzīya), đôi khi được viết là El Azizia, là một đô thị và là thủ phủ quận Al Jfara ở tây bắc Libya, 55 kilômét (34 mi) về phía tây nam của Tripoli. Trước năm 2001 nơi này là một phần của quận Al 'Aziziyah và cũng là thủ phủ của quận này. Al 'Aziziyah là trung tâm thương mại chính của cao nguyên Sahel Jeffare, nằm trên tuyến thương mại từ khu vực ven biển tới Dãy núi Nafusa và vùng Fezzan ở phía nam. Năm 2009, dân số đô thị này ước tính khoảng 4.000 người.

## Địa lý
Vào ngày 13 tháng 12 năm 1922, một nhiệt độ cao kỷ lục lên tới 57,8 °C (136 °F) đã được ghi nhận tại Al 'Aziziyah, và đây là nhiệt độ cao nhất từng đo được trên thế giới. Tuy nhiên, việc này cũng gây ra tranh cãi: Dù sao, với mức nhiệt này thì không có nghĩa Al 'Aziziyah là nơi nóng nhất trên trái đất; danh hiệu này thuộc về Dallol, Ethiopia, nơi nhiệt độ trung bình năm là 34,4 °C (94 °F). Nếu nhiệt độ cao kỷ lục này không được công nhận, nhiệt độ nóng nhất trên thế giới sẽ là 56,7 °C (134 °F) được ghi nhận năm 1913 tại Thung lũng Chết ở Hoa Kỳ.